# Eschenrode
Eschenrode ist ein Ortsteil der Stadt Oebisfelde-Weferlingen im Landkreis Börde in Sachsen-Anhalt.

## Geografie

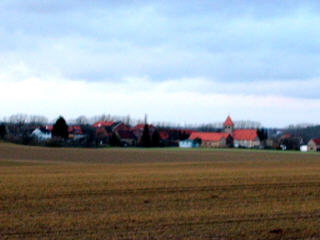
Eschenrode

Das überwiegend landwirtschaftlich geprägte Eschenrode liegt rund fünf Kilometer südöstlich von Weferlingen im Landschaftsschutzgebiet Harbke-Allertal, zwischen Lappwald, Flechtinger Höhenzug und Drömling. Die nächstgelegenen Städte sind Braunschweig, Wolfsburg und Magdeburg.
Eschenrode ist an drei Seiten von Wald umgeben. Unweit des Dorfes, im Hödinger Wald liegt die Wüstung Nievoldhagen.
Außerdem umgeben das Dorf noch der Bartensleber Wald und der Rehmwald (auch Hagholz).
Westlich der Gemeinde fließt der Bach Schölecke.

### Nachbarorte
Nachbarorte sind Hödingen, Hörsingen, Bartensleben, Schwanefeld, Walbeck und Weferlingen.

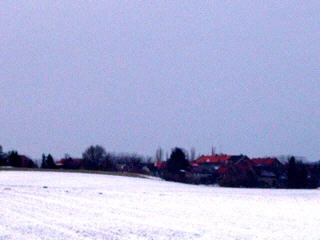
Eschenrode im Winter

## Geschichte
Erstmals urkundlich erwähnt wurde das Dorf als Haskenroth in einer Bestätigungsurkunde des Papstes Hadrian IV. für das Kloster Mariental im Jahr 1158.
Nachweislich gab es um das Jahr 1500 v. Chr. erstes menschliches Leben im Ort, dies wird durch die Entdeckung eines Steinkistengrabes im Jahr 2002 bei Abwasserarbeiten belegt.
Die Eschenröder Kirche gehört zu den von Hildegrim von Chalons († 827), dem ersten Bischof des Bistums Halberstadt, gegründeten 35 Pfarrkirchen. Die nächsten Jahrhunderte werden durch die Zugehörigkeit zu diesem Bistum geprägt. Die Eschenröder Kirche wurde zur Archidiakonatskirche, als die Halberstädter Bischöfe neben den adeligen Eigenkirchen dem Bischof direkt unterstellte Kirchenbezirke schufen. Der Kirchenbezirk Eschenrode umfasste von Bartensleben bis Grafhorst 22 Kirchen.
Im Jahre 1170 wurde der Ort vom Halberstädter Bischof Gero von Schowitz/Schenke als Esekenrode angeführt, als Besitz des Klosters bestätigt und dabei erwähnt, dass Notung von Gatersleben diesen Ort als Schenkung überließ.
1224 wird der Ort als Esekenroth erwähnt, als der Bischof Friedrich II. von Kirchberg die Archidiakonate Eschenrode und Bardorf der neu ernannten Propstei Walbeck überträgt.
1311 wird das Dorf als Esekenrode im Lehnregister Halberstadt und als Mitbesetzung durch Ludolf von Warberg erwähnt.
1380 wird Heinrich von Esekenrode in einer Walbecker bzw. Weferlinger Urkunde genannt und beweist die Existenz eines nach dem Ort benannten Geschlechts.
Die gemeinnützige Religiosität im Orte wird auch durch die 1485 in einer Urkunde genannten Kalanderbruderschaft belegt. Der Kaland traf sich nicht nur zu gemeinschaftlichen Gebeten, vor allem zur Verrichtung wohltätiger Werke an Krankheiten und Armen.
Im Jahre 1564 findet in Eschenrode die erste Visitation als Werkzeug zur Durchführung der Reformation statt, dies geschieht auf Anweisung von Bischof Sigismund von Brandenburg. Es folgten Visitationen in den Jahren 1589, 1663, 1670, 1689, 1722 und weitere ab 1727.
Um diese Zeit wird auch die erste Schule des Dorfes gegründet. Sie besaß ein Schulzimmer, eine kleine Stube und eine Speisekammer. Es wurden 49 Kinder für 9 Groschen pro Kind unterrichtet.
Bis 1950 gehörte Eschenrode zum Landkreis Gardelegen und somit vom 1. April 1816 bis zum 30. Juni 1944 zu Preußen.

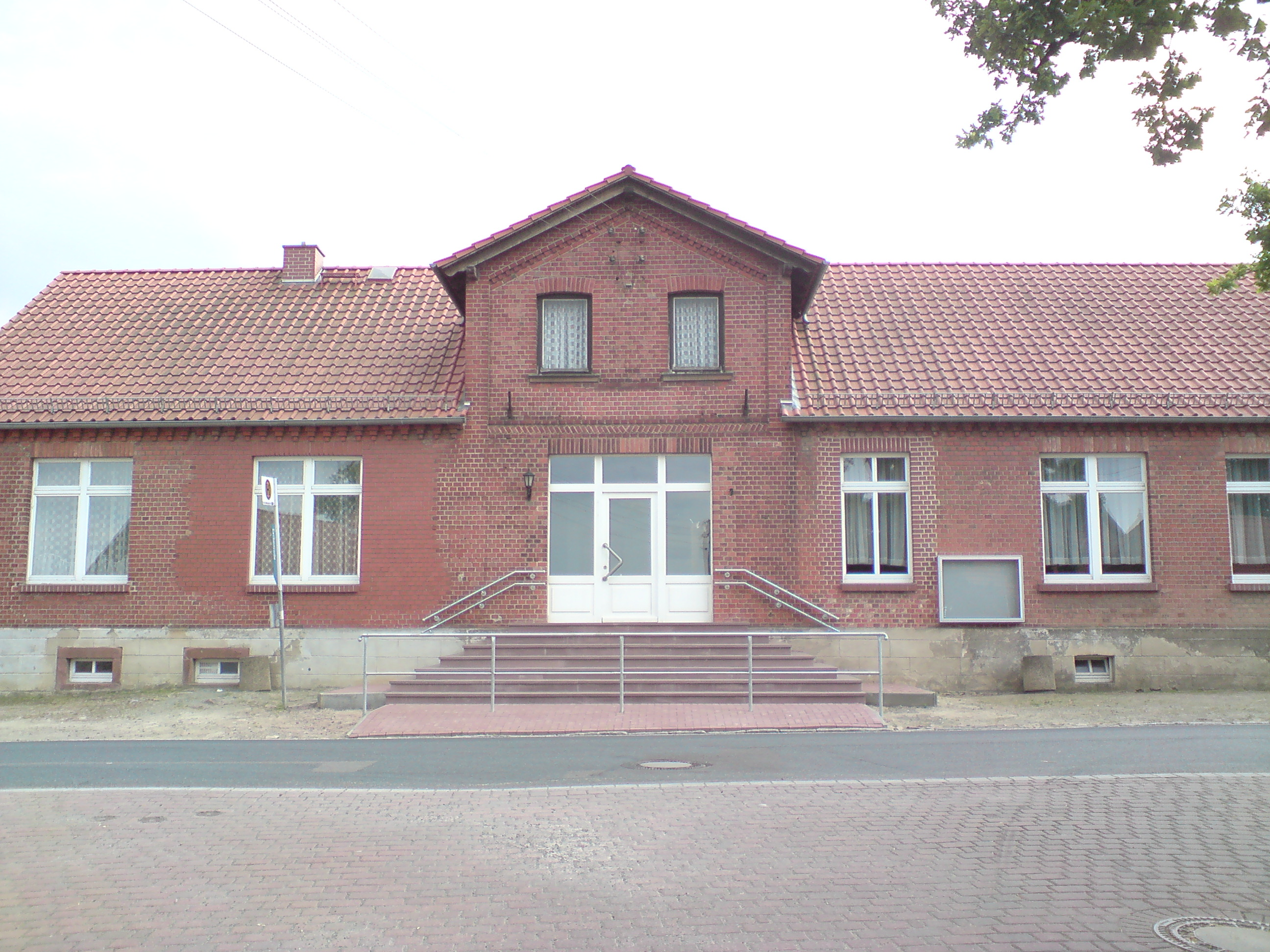
Dorfgemeinschaftshaus

Von 1994 bis zum 1. Januar 2005 gehörte Eschenrode zur Verwaltungsgemeinschaft Weferlingen, von 2005 bis zum 31. Dezember 2009 zur Verwaltungsgemeinschaft Flechtingen.
Durch eine Gebietsänderungsvereinbarung beschlossen die Gemeinderäte der Gemeinden Stadt Oebisfelde (am 27. Mai 2009), Bösdorf (am 26. Mai 2009), Eickendorf (am 28. Mai 2009), Etingen (am 26. Mai 2009), Kathendorf (am 19. Mai 2009), Rätzlingen (am 27. Mai 2009), Eschenrode (am 28. Mai 2009), Döhren (am 28. Mai 2009), Hödingen (am 20. Mai 2009), Hörsingen (am 27. Mai 2009), Schwanefeld (am 25. Mai 2009), Seggerde (am 26. Juni 2009), Siestedt (am 28. Mai 2009), Walbeck (am 28. Mai 2009) und der Flecken Weferlingen (am 19. Mai 2009), dass ihre Gemeinden aufgelöst und zu einer neuen Stadt Oebisfelde-Weferlingen vereinigt werden. Dieser Vertrag wurde vom Landkreis als unterer Kommunalaufsichtsbehörde genehmigt und trat am 1. Januar 2010 in Kraft.
Nach Umsetzung der Vereinigungsvereinbarung der bisher selbstständigen Gemeinde Eschenrode wurde Eschenrode Ortsteil der neuen Stadt Oebisfelde-Weferlingen. Für die eingeflossene Gemeinde wurde die Ortschaftsverfassung nach den §§ 86 ff. Gemeindeordnung Sachsen-Anhalt eingeführt. Die aufgenommene Gemeinde Eschenrode und künftige Ortsteil Eschenrode wurde zur Ortschaft der neuen Stadt Oebisfelde-Weferlingen. In der eingeflossenen Gemeinde und nunmehrigen Ortschaft Eschenrode wurde ein Ortschaftsrat mit neun Mitgliedern einschließlich Ortsbürgermeister gebildet.

### Einwohnerentwicklung
Die Zahl der Wohngebäude (54) hat sich seit 1842 nur unwesentlich verändert.
| Jahr | Einwohner |
| ---- | --------- |
| 1910 | 353       |
| 1933 | 303       |
| 1939 | 284       |
| 1964 | 285       |
| 1971 | 265       |

| Jahr | Einwohner1 |
| ---- | ---------- |
| 1981 | 214        |
| 1985 | 199        |
| 1989 | 199        |
| 1990 | 192        |
| 1993 | 198        |

| Jahr | Einwohner1 |
| ---- | ---------- |
| 1995 | 183        |
| 2000 | 178        |
| 2001 | 176        |
| 2002 | 182        |
| 2003 | 169        |

| Jahr | Einwohner1 |
| ---- | ---------- |
| 2004 | 172        |
| 2005 | 173        |
| 2006 | 174        |
| 2007 | 167        |
| 2008 | 167        |

| Jahr | Einwohner1 |
| ---- | ---------- |
| 2009 | 157        |

1Einwohnerzahlen von 1985 bis 1990 und 1995 bis 2009 jeweils zum 31. Dezember.

(Quellen: Statistisches Landesamt Sachsen-Anhalt, www.Gemeindeverzeichnis.de, Michael Rademacher: Gardelegen. Online-Material zur Dissertation, Osnabrück 2006. In: eirenicon.com. Gesetz zur Kreisgebietsreform [im Land Sachsen-Anhalt ab 1. Juli 1994 ])

## Politik
Der ehrenamtliche Bürgermeister Jürgen Böttcher war von 1990 bis 2009 im Amt und ist seitdem Ortsbürgermeister.

### Ortschaftsrat
Laut der letzten Kommunalwahl am 7. Juni 2009 hatte der Gemeinderat acht Mitglieder. Aufgrund der Stadtgründung von Oebisfelde-Weferlingen wurde der Gemeinderat automatisch zum Ortschaftsrat. Die Wahlbeteiligung lag bei 54,6 %. Die Wahl brachte folgendes Ergebnis:
|  | Wählergruppe Eschenrode | 8 Sitze | (100,0 %) |

2014 wurde ein Ortschaftsrat mit fünf Mitgliedern gewählt. Daneben gehört der Ortsbürgermeister als Vorsitzender dem Ortschaftsrat an.

### Wappen und Flagge

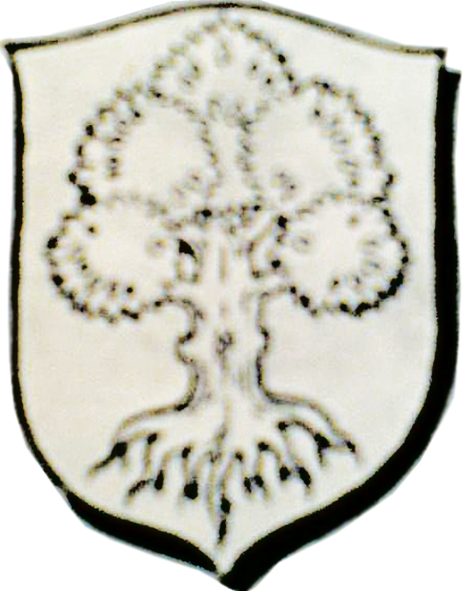
Altes Wappenbild Anfang 20. Jahrhundert

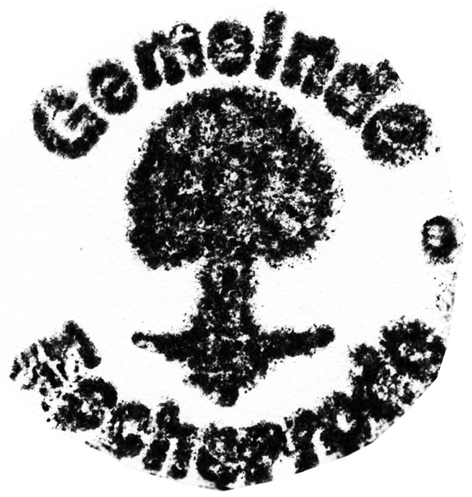
Siegel von Eschenrode Ende 20. Jahrhundert

Das Wappen wurde am 6. Mai 2009 durch den Landkreis genehmigt.
Blasonierung: „In Silber auf dem erhöhten Mittelgipfel eines grünen Dreibergs eine rote Kirche mit spitzbedachtem und bekreuztem Turm, drei Fensteröffnungen im Langhaus sowie offener Tür und zwei Fensteröffnungen im Turm; zwischen zwei aus den Außengipfeln des Dreibergs wachsenden, in den Außenrand verschwindenden grünen Ebereschen mit roten Beeren; der Dreiberg belegt mit einer silbernen Glocke.“
Sich beziehend auf den Ortsnamen führte die Gemeinde bereits früher ein Wappenbild, das jedoch nicht genehmigt war. Zudem gibt es ein Bildsiegel der Gemeinde. Beide Vorlagen zeigen einen natürlichen Baum ohne Gattungsmerkmal, der wahrscheinlich eine Esche sein soll.
Es war Beschluss der Gemeinderatssitzung vom 18. Dezember 2008, das Wappen mit neuen und den Ort individueller repräsentierenden Symbolen in ein Genehmigungsverfahren zu bringen. Folgende Symbole wurden vom Gemeinderat am 29. Januar 2009 beschlossen:
1. Der Halgenberg. Dieser Berg wird repräsentiert durch den Dreiberg im Schild.
2. Die Kapelle auf dem Halgenberg
3. Die Glocke, die der Sage nach von Hirten gefunden wurde
4. Zwei ins Bild ragende Ebereschen in Anlehnung an den Namen
Das Wappen wurde vom Kommunalheraldiker Jörg Mantzsch gestaltet und ins Genehmigungsverfahren geführt.  Die Farben der Gemeinde sind: Grün – Silber (Weiß).

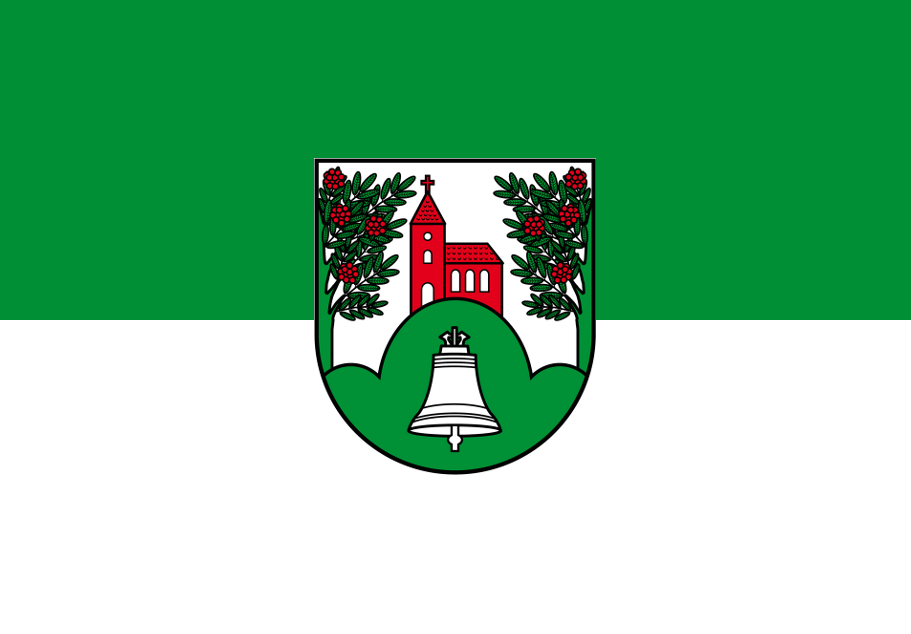
Flagge von Eschenrode

Die Flagge ist Grün – Weiß (1:1) gestreift (Querform: Streifen waagerecht verlaufend, Längsform: Streifen senkrecht verlaufend) und mittig mit dem Wappen belegt.

### Ortspartnerschaft
Eine Partnerschaft verbindet den Ort mit dem niedersächsischen Essenrode, einem Ortsteil von Lehre.

## Kultur und Sehenswürdigkeiten

### Kirche
Die Kirche Eschenrode ist dem Heiligen Stephan geweiht. Sie hat eine spätbarocke Ausstattung mit hohen Korbbogenfenstern. In ihr befindet sich eine seltene Bode-Orgel, ein Taufengel sowie eine laut Nievoldhagensage im Wald gefundene Bronzeglocke. Nievoldhagen war eine nahegelegene Siedlung, von der man noch heute die Grundmauern der ehemaligen Kirche sieht. Die Inschrift der Glocke belegt, dass sie 1511 von clawes backmester van magdeborch gegossen wurde. Außerdem befinden sich im Kirchturm noch zwei Stahlglocken, die für zwei im Ersten Weltkrieg für die Waffenproduktion konfiszierte Bronzeglocken angeschafft wurden.
In den Jahren 1568–1616 wurde die Urform der heutigen Kirche gebaut. Aufgrund des Platzmangels durch mehr Einwohner wurde eine Empore (Prieche) gebaut, dessen Inschrift lautet: Das Holz zu dieser Prieche hat gegeben Michael Müller, Schäfermeister.
Um 1600 wird die Nievoldhagenglocke im Turm aufgehängt.
1720 ist die Kirche bis auf den Turm abgebrannt und wurde wie noch heute bestehend wieder erbaut.

### Sage von der Glocke von Niewoldthagen

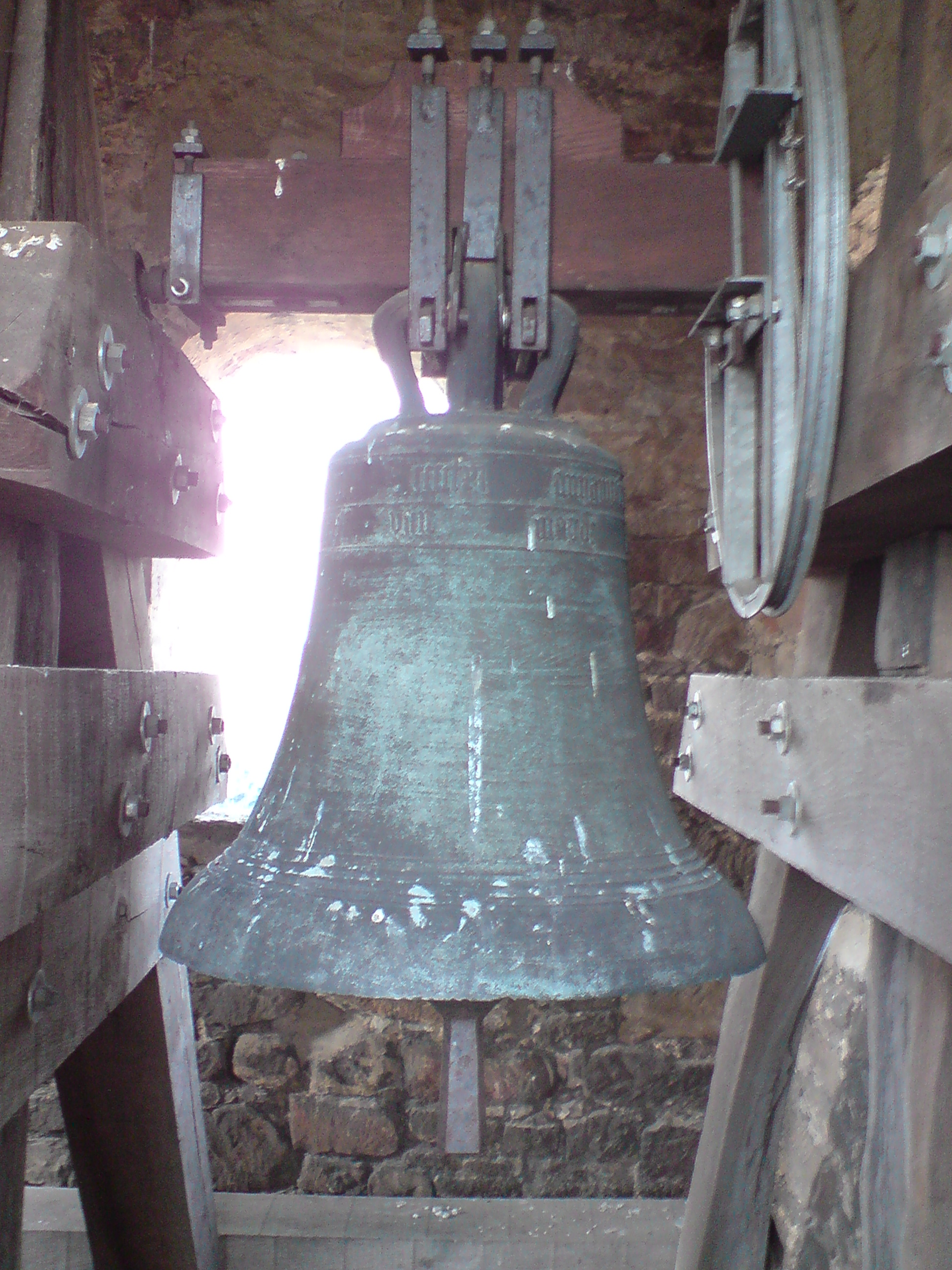
Nievoldhagenglocke

Drei Hirten, einer aus Behnsdorf, einer aus Hödingen und einer aus Eschenrode, hüteten in den Kleinen Eichen die Schweine, da die Eichelmast gut war und die Felder und Weiden abgegrast waren. Plötzlich sahen sie in der Suhle etwas blinken, das die Schweine hervorgewühlt hatten. Bei näherer Betrachtung erkannten sie dieses schimmernde Etwas als eine Glocke. Sie wussten, dass diese nur von dem wüsten Ort Niewoldthagen stammen konnte. Nun ergab sich die Frage, was mit ihr werden solle. Alle drei Hirten hatten sie gefunden, keiner von ihnen hatte ein Vorrecht. Sie beschlossen, in ihre Heimatorte zu laufen und ein Fahrzeug zum Abtransport der Glocke zu holen.
Derjenige, der als Erster mit einem Gespann an der Fundstelle eintreffe, sollte die Glocke in sein Heimatdorf bringen können. Die Glocke gelangte nun nach Eschenrode, da der Eschenröder Hirte bereits unterwegs ein Gespann traf, das sofort mit ihm zurückfuhr, um die Glocke zu bergen. Jetzt hängt die fünfzehn Zentner schwere Bronzeglocke aus dem Jahre 1511 im Eschenröder Kirchturm und ruft immer: „Nie – wold, Nie – wold …“

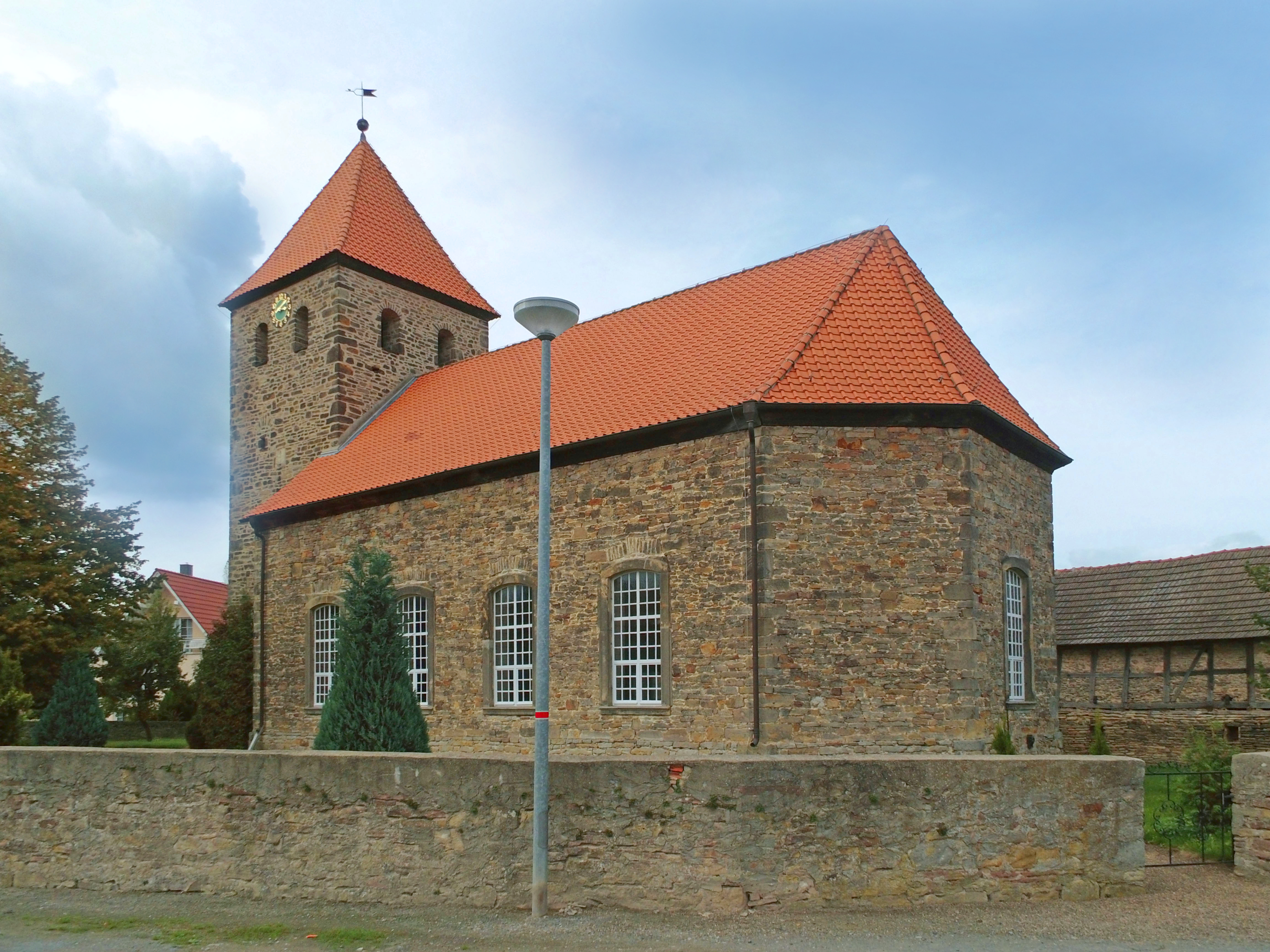
Kirche von Eschenrode
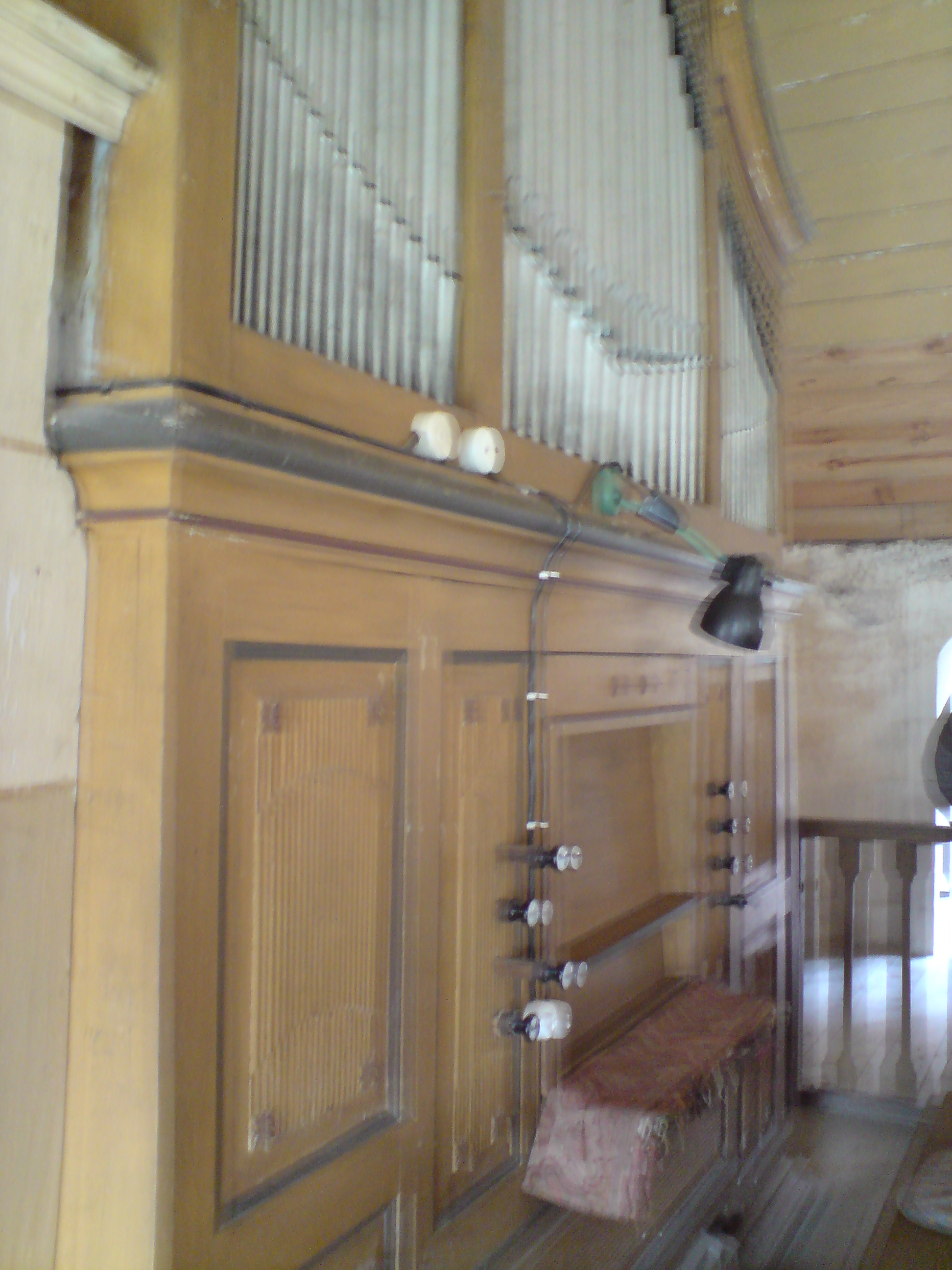
Bodeorgel
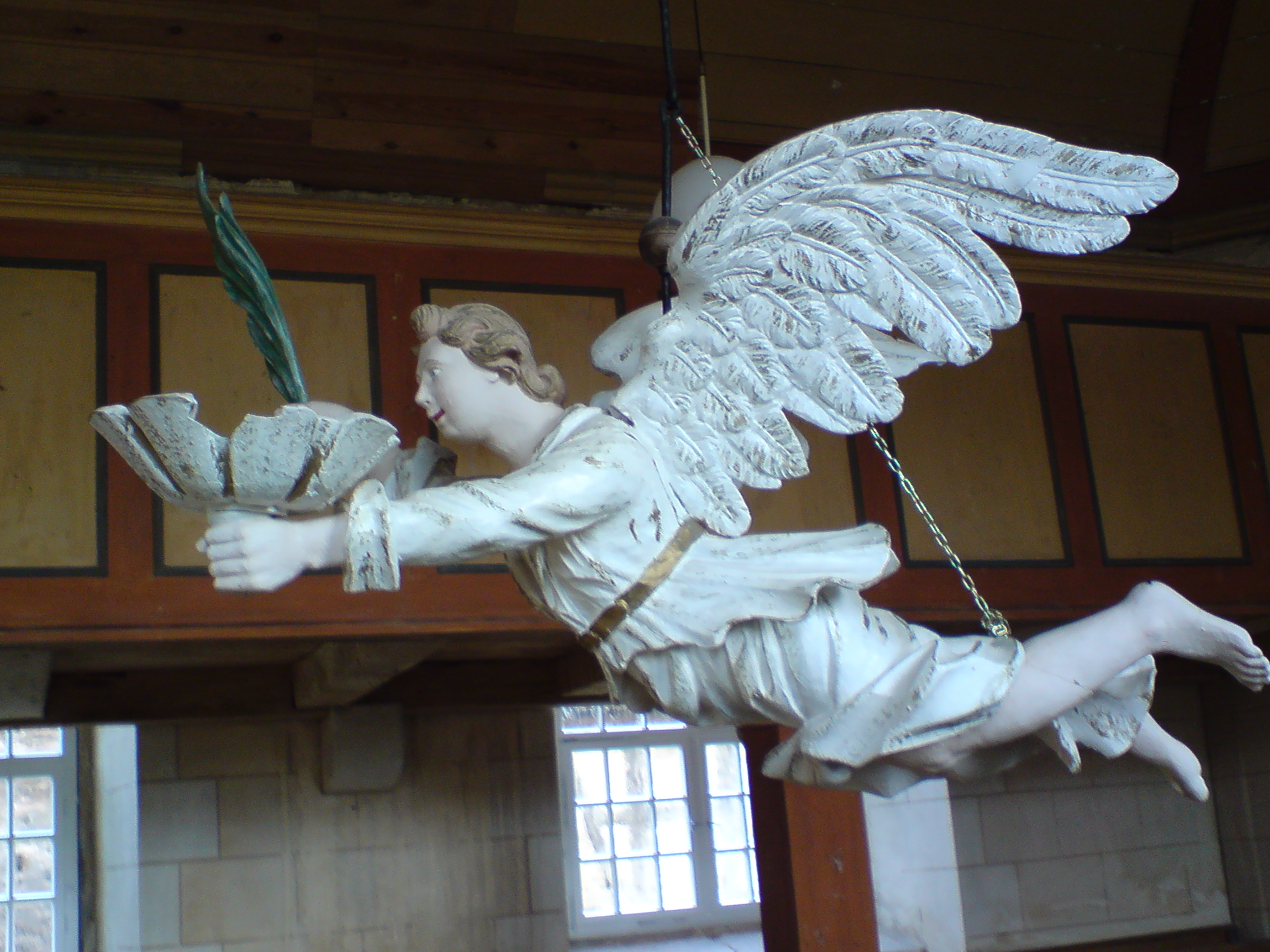
Taufengel
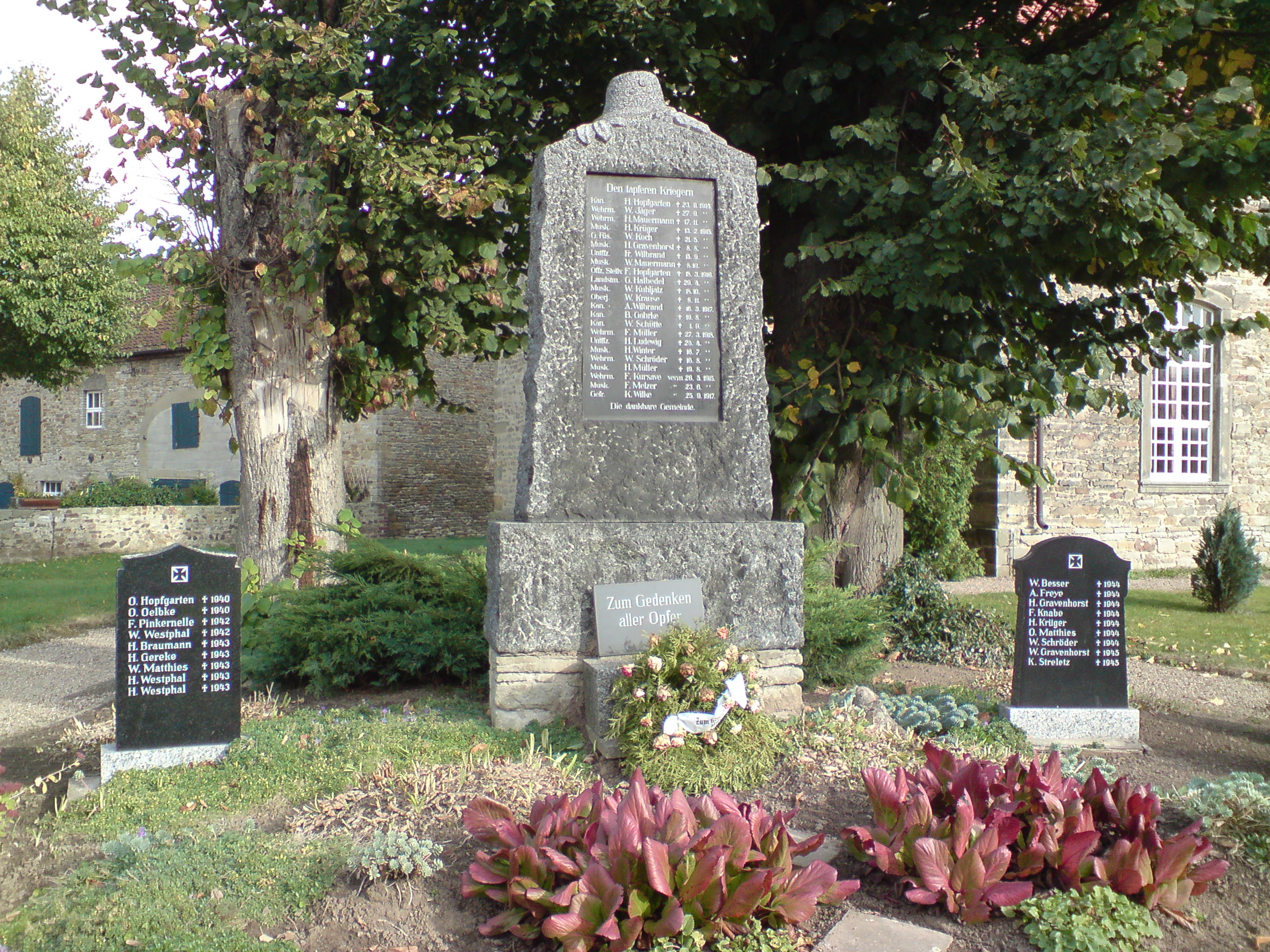
Denkmal für die gefallenen Opfer des Ersten und Zweiten Weltkrieges vor der Kirche

## Religionen

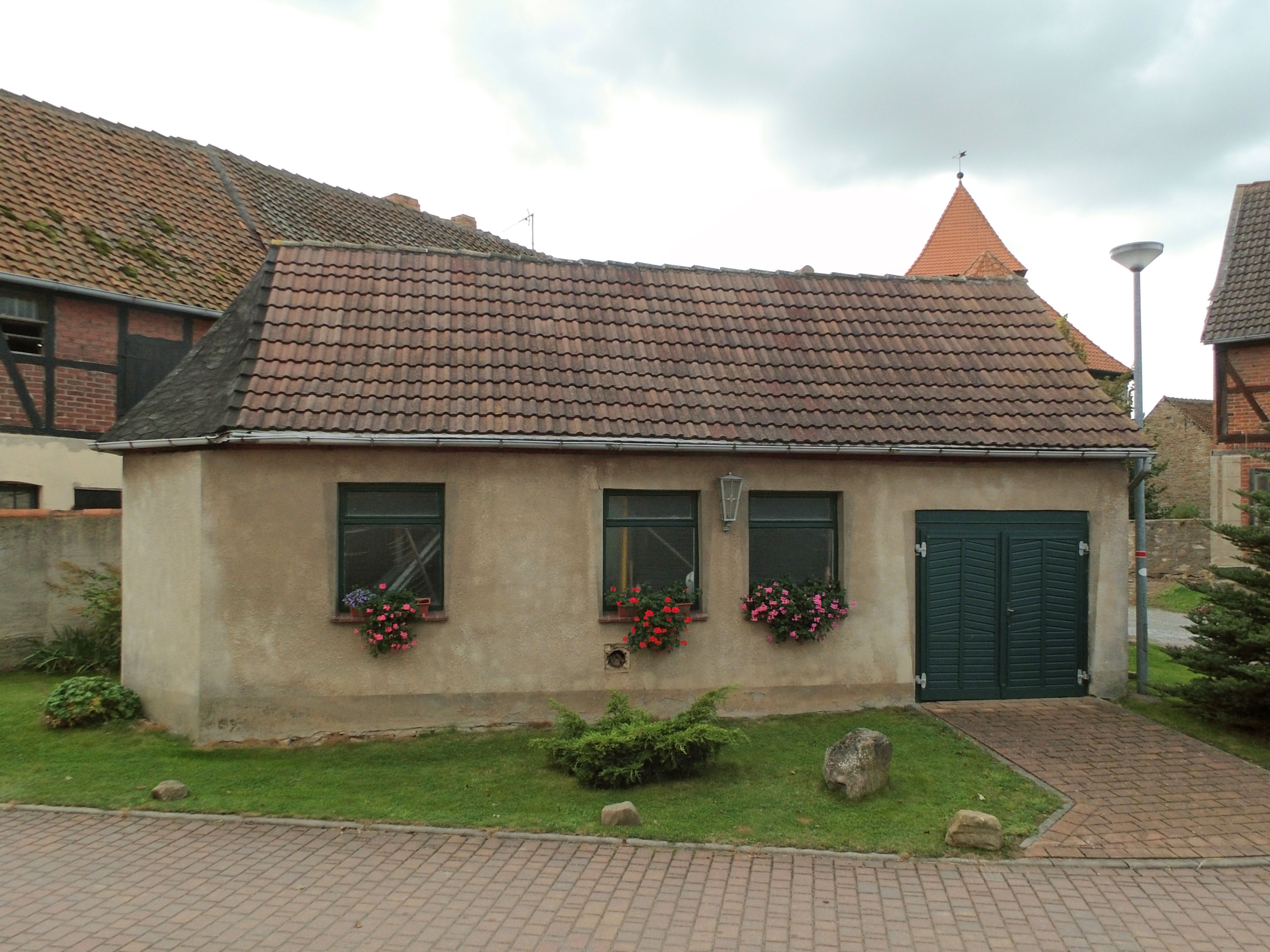
Ehemalige katholische Kapelle

Die Kirchengemeinde Eschenrode gehört zum Pfarrbereich Behnsdorf, in der Region West des Kirchenkreises Haldensleben-Wolmirstedt der Evangelischen Kirche in Mitteldeutschland.
Da sich infolge des Zweiten Weltkriegs durch den Zuzug von Heimatvertriebenen aus den Ostgebieten des Deutschen Reiches wieder Katholiken im seit der Reformation evangelischen Eschenrode angesiedelt hatten, wurde eine ehemalige Schmiede zu einer Kapelle umgebaut. Sie diente auch als Wallfahrtskapelle der Schönstattbewegung. Das Bild an der Rückwand des Altarraumes war eine Kopie des Gnadenbildes Zuflucht der Sünder, wie sie sich in jedem Schönstattkapellchen befindet. 1992 wurde die Kapelle aufgegeben, da sich die Zahl der Katholiken wieder verringert hatte. Heute ist die Kirche „St. Josef und St. Theresia vom Kinde Jesu“ im rund sechs Kilometer entfernten Weferlingen das nächstgelegene katholische Gotteshaus. Die ehemalige Kapelle wird heute als Abstellraum genutzt.

## Verkehr
Zur Bundesstraße 1, die Braunschweig mit Berlin verbindet, sind es in südlicher Richtung rund elf Kilometer. Die Bundesautobahn 2 Anschlussstelle Alleringersleben (64) wird nach 14 Kilometern erreicht. Die Landesstraße 42, Verbindung von Haldensleben und Weferlingen, geht durch den Ort.

## Persönlichkeiten
- Fritz Streletz (1926–2025), Stellvertretender Minister für Nationale Verteidigung und Chef des Hauptstabes der Nationalen Volksarmee in der DDR, wuchs in Eschenrode auf